# 샤이엔 브란도
타리타 샤이엔 브란도(프랑스어: Tarita Cheyenne Brando 타리타 샤이엔 브랜도[*], 1970년 2월 20일 ~ 1995년 4월 16일)는 프랑스의 모델이다.
1970년 2월 20일에 프랑스령 폴리네시아 타히티섬에서 말론 브란도와 그의 3번째 아내인 타리타 테리파이아의 딸로 태어났다. 1972년 부모의 이혼 아후, 말론 브란도는 샤이엔 브란도와 테호투 브란도 남매의 미국 방문을 허용하지 않았다. 고등학교를 중퇴한 이후에 모델 활동을 시작했으나 리세르그산 디에틸아미드(LSD), 펜시클리딘(PCP), 대마초 중독에 빠지게 된다.
1986년부터 자신의 남자친구인 다그 드롤레와 연인 관계를 이어갔으나 1990년에 크리스천 브란도가 다그 드롤레를 살해하는 사건이 일어났다. 1995년 4월 16일에 타히티섬 푸나우이아에 위치한 어머니의 집에서 목을 매달아 자살했다.